# Melhor que um Poema
Melhor que um Poema é um filme documentário brasileiro de curta-metragem (15 minutos) de 2006, dirigido por Cacau Amaral.

## Sinopse
O documentário retrata a trajetória de jovens moradores da periferia, que não têm acesso à cultura e lazer, e enxergam no hip hop a única opção de garantir esse acesso.

## Prêmios
- Menção Honrosa no Festival Internacional de Cinema de Itu, 2007, SP

## Participação em festivais
- 1ª Festival NOSSAS NOVAS, Paris, França (2008)
- Festival Itinéraires: Images et réalités en Amérique Latine, Bruxelas, Suécia (2007)
- 3ª edição de Bresil En Mouvements, Paris, França (2007)[3]
- III Mostra Cinema Popular Brasileiro em São Pedro da Serra, RJ (2007)
- Cine Cufa, O Cinema na Tela da Favela, RJ (2007)
- Cine Cufa, Periferia Criativa, DF (2007)
- Mostra Tangolomango, RJ (2006)
- Hutúz Filme Festival, RJ (2006)[4]